# Стапелиантус
Стапелиантус (лат. Stapelianthus) — род суккулентных растений семейства Кутровые (Apocynaceae), произрастающий на территории Мадагаскара. Входит в трибу Стапеливые (Stapelieae).

## Название
Родовое научное название Stapelianthus происходит от сочетания названия рода Стапелия и греческого слова anthos, что означает «цветок». Таким образом, Stapelianthus можно перевести как «Стапелия-цветковая».
Русскоязычное название является транслитерацией латинского.

## Таксономия
Род Стапелиантус, эндемик южных засушливых районов Мадагаскара, был пересмотрен, и было выделено семь видов. Комбинированный анализ морфологических признаков, а также признаков из области хлоропластного гена (trnL-trnF) и ядерного гена (ITS1) показал, что Stapelianthus является монофилетическим родом. Молекулярные данные ясно указывают на то, что виды Stapelianthus образуют отдельную эволюционную линию от остальных стапелиевых растений в Африке. Однако относительно немного признаков разделяют виды внутри рода. Следовательно, отношения внутри рода в значительной степени остаются неразрешенными и имеют слабую поддержку там, где они были разрешены. Морфологическое описание рода все еще затруднительно, однако его уникальная структура короны служит определяющим признаком.
Stapelianthus Choux ex A.C.White & B.Sloane, первое упоминание в Stapelieae: 71 (1933).

### Синонимы
Гомотипные (основанные на одном и том же номенклатурном типе):
- Stapeliopsis Choux (1931), nom. illeg.

### Виды
Подтвержденные виды по данным сайта Plants of the World Online на 2023 год:
- Stapelianthus arenarius Bosser & Morat
- Stapelianthus decaryi Choux — Стапелиантус Дикари
- Stapelianthus insignis Desc.
- Stapelianthus keraudreniae Bosser & Morat
- Stapelianthus madagascariensis (Choux) A.C.White & B.Sloane
- Stapelianthus montagnacii (Boiteau) Boiteau & Bertrand
- Stapelianthus pilosus Lavranos & D.S.Hardy

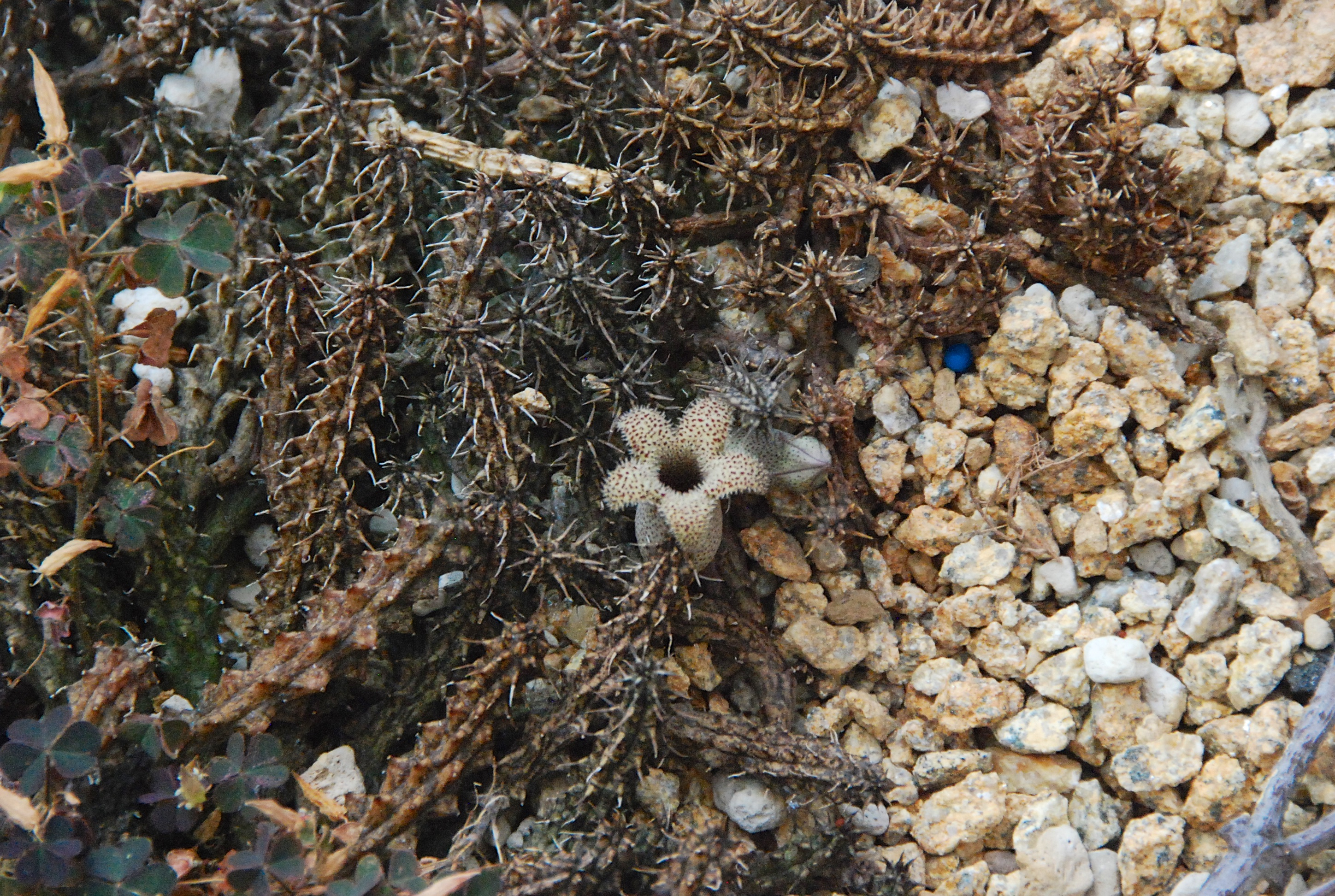
Stapelianthus decaryi
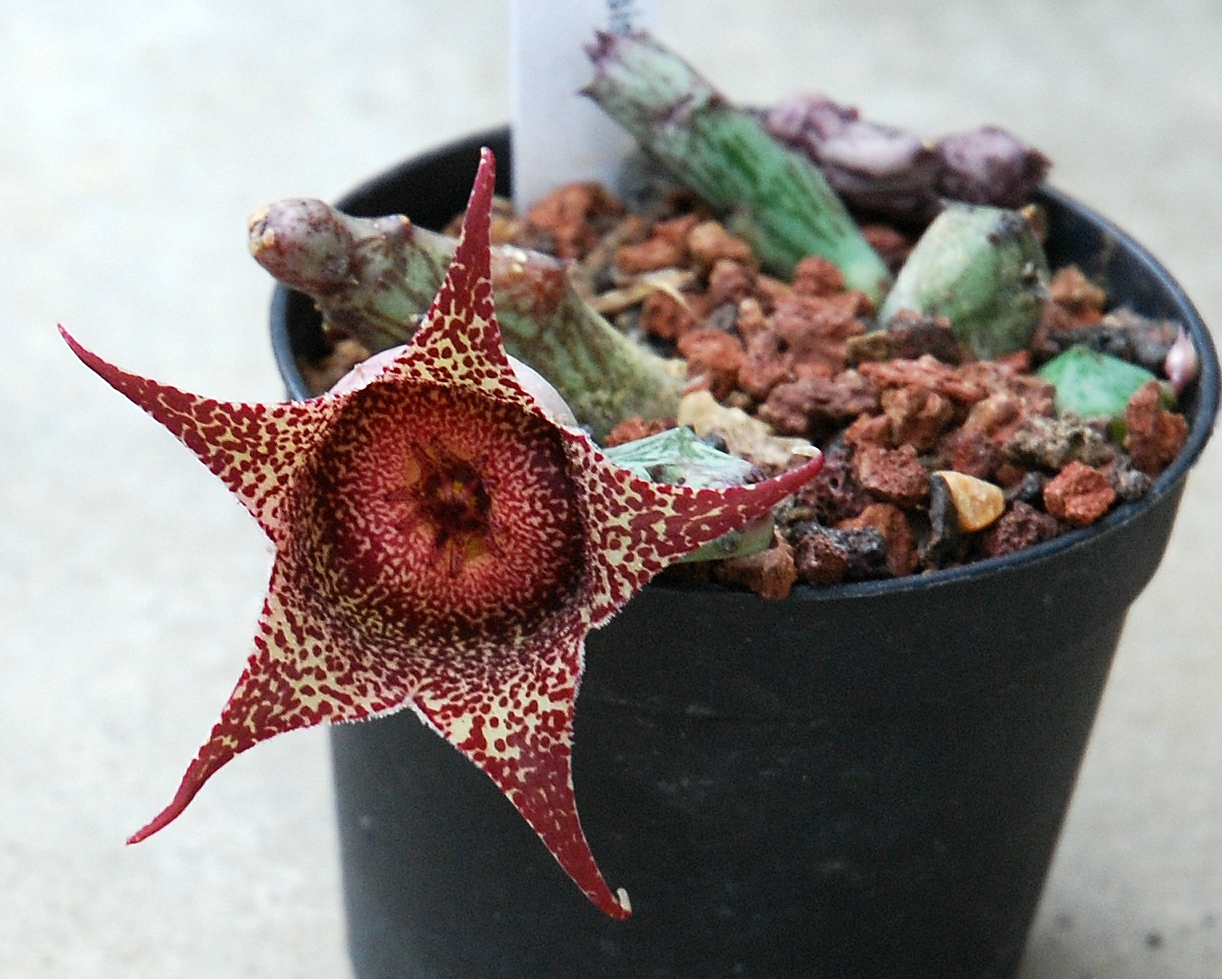
Stapelianthus montagnacii
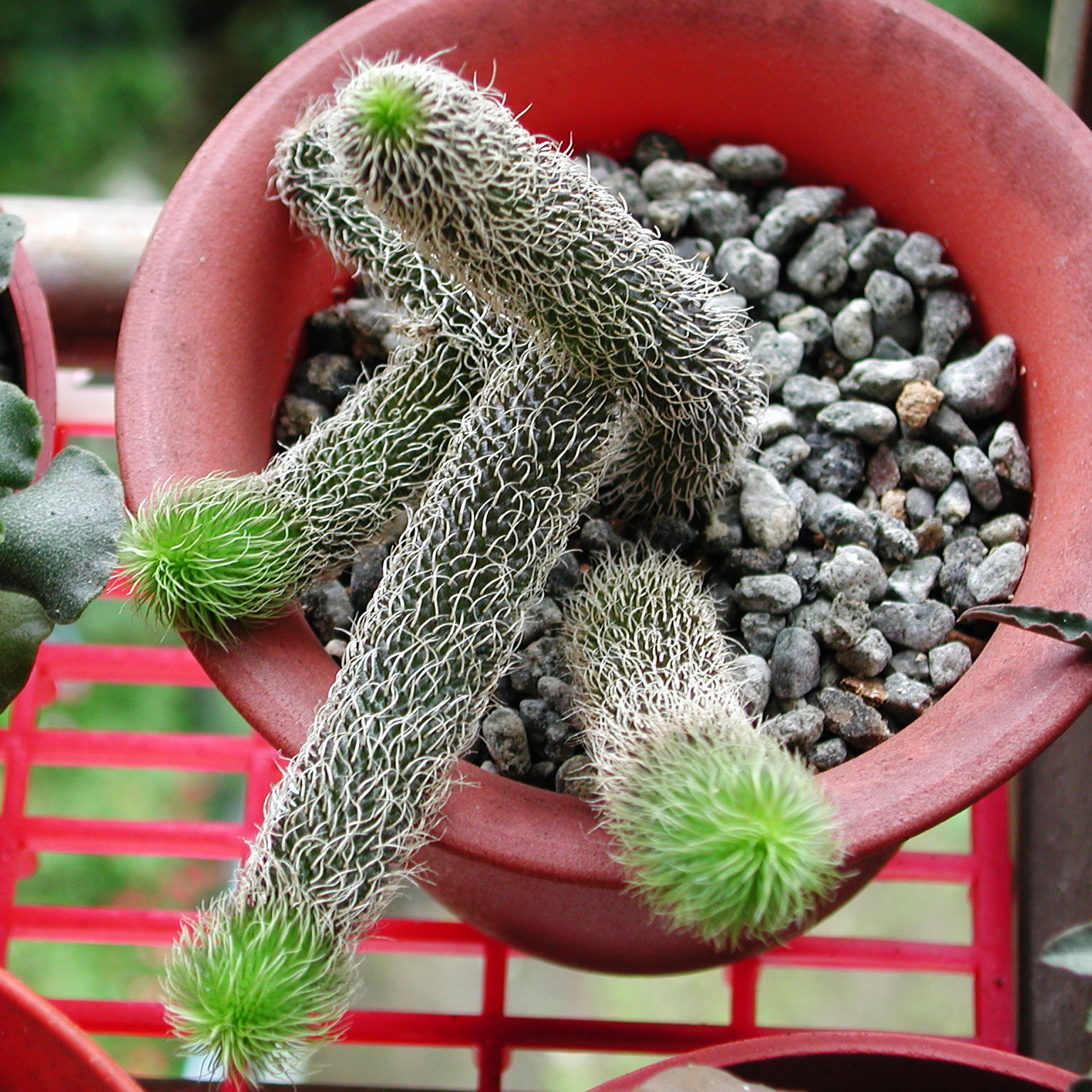
Stapelianthus pilosus